# Энглунд, Эйнар
Э́йнар Свен Э́нглунд (фин. Einar Sven Englund; 17 июня 1916, Югарн, Готланд, Швеция — 27 июня 1999, Висбю, Готланд, Швеция) — финский композитор, пианист и педагог.

## Биография
В 1935—1941 годах учился в Музыкальной академии имени Яна Сибелиуса в Хельсинки у Мартти Пааволы и Эрнста Линко (фортепиано), Селима Пальмгрена и Бенгта Карлсона (композиция), у Лео Фунтека (инструментовка); в 1949 году совершенствовался в Танглвуде (США) у Аарона Копленда (композиция). Изучал музыкальный фольклор в СССР (республики Закавказья), Болгарии и Югославии. Концертировал как пианист, исполняя, как правило, собственные сочинения, а также аккомпанировал своей жене. С 1958 года преподавал композицию и инструментовку в своёй альма-матер, где в 1976 году стал профессором. Одновременно выступал в качестве музыкального критика (газета «Hufvudstadsbladet»). Писал музыку к спектаклям и фильмам («Северный олень» и другие).
Был женат на исполнительнице песен разных народов Майние Сирен (1924—2003).
Его дочь, Сорелла Энглунд, стала известной балериной. 

## Сочинения
- балет «Одиссей» (1959, Хельсинки)
- балет «Синухэ» (1965, Хельсинки)
- симфония № 1[1] (1946)
- симфония № 2 (1948)
- симфония № 3 (1971)
- симфония № 4 для струнных и ударных[2] (1976)
- симфония № 5 (1977)
- оркестровая сюита из музыки балетов «Одиссей» и «Синухэ»
- сюита «Китайская стена» / Kiinan muuri (1952)
- сюита «Северный олень»[3] / Valkoinen peura (на основе лапландского музыкального фольклора, 1952)
- Четыре импрессионистических танца «Белый олень» (1952)
- симфоническая поэма «Победная» / Epinikiaнаписана к спортивному фестивалю (1947)
- концерт для виолончели с оркестром (1954)
- концерт для фортепиано с оркестром № 1 (1955)
- концерт для фортепиано с оркестром № 2 (1975)
- фортепианный квинтет (1941)
- Интродукция и каприччо для скрипки с фортепиано (1970)
- Интродукция и токката для фортепиано (1959)
- сонатина для фортепиано

## Награды
- 1947 — первая премия на конкурсе в Хельсинки (симфоническая поэма «Победная»)
- 1961 — медаль Pro Finlandia